# Draft NFL 1994
Il Draft NFL 1994 si è tenuto dal 24 al 25 aprile 1994. Successivamente, prima dell'inizio della stagione regolare, fu tenuto anche un draft supplementare. Questo fu il primo anno in cui il numero di giri fu ridotto a sette.

## Primo giro
|  | = Pro Bowler |  | = Hall of Famer |

| Scelta | Squadra              | Giocatore          | Ruolo            | College              |
| ------ | -------------------- | ------------------ | ---------------- | -------------------- |
| 1      | Cincinnati Bengals   | Dan Wilkinson      | Defensive tackle | Ohio State           |
| 2      | Indianapolis Colts   | Marshall Faulk     | Running back     | San Diego State      |
| 3      | Washington Redskins  | Heath Shuler       | Quarterback      | Tennessee            |
| 4      | New England Patriots | Willie McGinest    | Linebacker       | USC                  |
| 5      | Indianapolis Colts   | Trev Alberts       | Linebacker       | Nebraska             |
| 6      | Tampa Bay Buccaneers | Trent Dilfer       | Quarterback      | Fresno State         |
| 7      | San Francisco 49ers  | Bryant Young       | Defensive Tackle | Notre Dame           |
| 8      | Seattle Seahawks     | Sam Adams          | Defensive Tackle | Texas A&M            |
| 9      | Cleveland Browns     | Antonio Langham    | Defensive Back   | Alabama              |
| 10     | Arizona Cardinals    | Jamir Miller       | Linebacker       | UCLA                 |
| 11     | Chicago Bears        | John Thierry       | Defensive end    | Alcorn State         |
| 12     | New York Jets        | Aaron Glenn        | Defensive Back   | Texas A&M            |
| 13     | New Orleans Saints   | Joe Johnson        | Defensive End    | Louisville           |
| 14     | Philadelphia Eagles  | Bernard Williams   | Tackle           | Georgia              |
| 15     | Los Angeles Rams     | Wayne Gandy        | Tackle           | Auburn               |
| 16     | Green Bay Packers    | Aaron Taylor       | Tackle           | Notre Dame           |
| 17     | Pittsburgh Steelers  | Charles Johnson    | Wide receiver    | Colorado             |
| 18     | Minnesota Vikings    | Dewayne Washington | Defensive Back   | North Carolina State |
| 19     | Minnesota Vikings    | Todd Steussie      | Tackle           | California           |
| 20     | Miami Dolphins       | Tim Bowens         | Defensive Tackle | Mississippi          |
| 21     | Detroit Lions        | Johnnie Morton     | Wide Receiver    | USC                  |
| 22     | Los Angeles Raiders  | Rob Fredrickson    | Linebacker       | Michigan State       |
| 23     | Dallas Cowboys       | Shante Carver      | Defensive End    | Arizona State        |
| 24     | New York Giants      | Thomas Lewis       | Wide Receiver    | Indiana              |
| 25     | Kansas City Chiefs   | Greg Hill          | Running Back     | Texas A&M            |
| 26     | Houston Oilers       | Henry Ford         | Defensive End    | Arkansas             |
| 27     | Buffalo Bills        | Jeff Burris        | Defensive Back   | Notre Dame           |
| 28     | San Francisco 49ers  | William Floyd      | Running Back     | Florida State        |
| 29     | Cleveland Browns     | Derrick Alexander  | Wide Receiver    | Michigan             |